# Ленд (Австрія)
Ленд —  містечко та громада в австрійській землі Зальцбург. Містечко належить округу Целль-ам-Зе.
Бургомістом міста є Петер Едер від СДПА.